# Volvo 440/460
Volvo 440/460  — автомобиль среднего класса производства компании Volvo. Выпускался с 1987 по 1996 годы на заводе в Нидерландах в кузовах хетчбэк и седан. Дизайн был разработан Яном Вильсгардом и является последней моделью, созданной им на посту главного дизайнера Volvo.

## Volvo 440
Volvo 440 был запущен в производство в 1987 как замена устаревшей модели Volvo 340, выпускавшейся долгое время. После снятия с производства 300-й серии, 440 заняла начальную позицию в линейке моделей Volvo. Это был пятидверный хетчбэк со спортивным дизайном и спойлером.
Volvo 440 была разработана на базе спортивного купе Volvo 480. У обеих моделей были идентичные двигатели и передний привод. От спортивной предшественницы новая модель также унаследовала управляемость и устойчивость на дороге. В период своего производства 440-я комплектовалась линейкой 4-цилиндровых двигателей с рабочим объемом от 1.6 до 2.0 литров. В декабре 1993 года автомобиль перенес небольшой косметический рестайлинг, приблизивший его по внешнему виду к старшей модели Volvo 850.
Всего было выпущено 359,382 автомобилей.
| Модель           | Двигатель | Мощность  | Максимальная скорость | Разгон до 100 км/ч | Расход топлива на 100 км | Трансмиссия | Цена      |
| ---------------- | --------- | --------- | --------------------- | ------------------ | ------------------------ | ----------- | --------- |
| Volvo 440        | 1974 см3  | 90 л. с.  | 176 км/ч              | 11,7 с             | 8,7 л                    | 5МКПП       | 27,500 DM |
| Volvo 440 GL 2.0 | 1998 см3  | 110 л. с. | 190 км/ч              | 10,3 с             | 8,8 л                    | 5МКПП       | 31,600 DM |
| Volvo 440 Turbo  | 1721 см3  | 120 л. с. | 200 км/ч              | 9 с                | 9,3 л                    | 5МКПП       | 37,400 DM |

## Volvo 460
Через год после запуска в производство модели Volvo 440, 400 семейство пополнилось модификацией с кузовом седан, известной как модель 460. С технической точки зрения 460 модель полностью повторяла 440 и основное отличие заключалось в кузове. В 1994 году 460, также как и 440, перенесла рестайлинг. В 1996 году модель была заменена на совершенно новую Volvo S40. Всего было выпущено 220,415 автомобилей.
| Модель           | Двигатель | Мощность  | Максимальная скорость | Разгон до 100 км/ч | Расход топлива на 100 км | Трансмиссия | Цена      |
| ---------------- | --------- | --------- | --------------------- | ------------------ | ------------------------ | ----------- | --------- |
| Volvo 460        | 1974 см3  | 90 л. с.  | 176 км/ч              | 11,7 с             | 8,7 л                    | 5МКПП       | 28,500 DM |
| Volvo 460 GL 2.0 | 1998 см3  | 110 л. с. | 184 км/ч              | 10,3 с             | 8,8 л                    | 5МКПП       | 32,600 DM |
| Volvo 460 Turbo  | 1721 см3  | 120 л. с. | 200 км/ч              | 9 с                | 9,5 л                    | 5МКПП       | 38,400 DM |

## Производство
| Страна     | 1988   | 1989   | 1990   | 1991   | 1992   | 1993   | 1994   | 1995   | 1996   |
| ---------- | ------ | ------ | ------ | ------ | ------ | ------ | ------ | ------ | ------ |
| Нидерланды | 15,000 | 68,300 | 88,200 | 74,600 | 86,600 | 75,300 | 89,200 | 74,900 | 30,600 |

| Год производства | 1988  | 1988-89 | 1989-90 | 1990-91 | 1991-92 | 1992-93 | 1993-94 | 1994-95 | 1995-96 | Всего  |
| ---------------- | ----- | ------- | ------- | ------- | ------- | ------- | ------- | ------- | ------- | ------ |
| 440              | 19689 | 55451   | 45605   | 49073   | 52965   | 44859   | 47709   | 51562   | 16669   | 384682 |
| 460              | 0     | 0       | 42726   | 25484   | 33615   | 35404   | 40526   | 47314   | 13332   | 238401 |

## Продажи
| Страна          | 1988    | 1989    | 1990       | 1991      | 1992      | 1993   | 1994       | 1995       | 1996  | 1997  |
| --------------- | ------- | ------- | ---------- | --------- | --------- | ------ | ---------- | ---------- | ----- | ----- |
| Швеция          | н/д     | 11 966  | 8 022      | 5 624     | 4 804     | 4 712  | 6 575      | 5 086      | 976   | н/д   |
| Германия        | 1423/0* | 3871/0* | 2994/3072* | 4903/н/д* | 4281/н/д* | 6908   | 5270/3544* | 4333/3694* | н/д   | н/д   |
| Великобритания  | н/д     | 14 508  | 25 679     | 23 110    | 25 198    | 26 218 | 24 536     | 19 696     | 9 621 | н/д   |
| Нидерланды      | 1 873   | 11 146  | 13 357     | 13 164    | 15 171    | 9 897  | 11 971     | 11 654     | 6 067 | 1 223 |
| СССР/СНГ/Россия | н/д     | н/д     | 2          | 89        | 243       | 543    | 556        | 482        | 276   | н/д   |
| Испания         | н/д     | 835     | н/д        | н/д       | н/д       | 4 537  | 5 005      | н/д        | н/д   | н/д   |

```
* - Volvo 440/Volvo 460
```